# 크리스틴 어모어
크리스틴 어모어(Christine Amor, 영어 발음: /əmɔːr/, 1952년 1월 1일 ~ )는 오스트레일리아의 배우이다.
브리즈번에서 태어났다.

## 출연 작품
- 헐리웃과 맞장뜨기: 호주 B무비의 세계 (2008년)
- 데드 슬립 (1992년)
- 사랑은 파도를 헤치고 (1983년)
- 앨빈 퍼플 (1973년)

### 텔레비전
- 프리즈너 (1979, Prisoner) - 진 버넌 역
- 아쿠아 엔젤스 (2006)